# Leja Jurišić
Leja Jurišić, slovenska plesalka, koreografinja in perfomerka, * 1978, Ljubljana.
Pri svojem delu se pogosto udejstvuje na področju performativne in politične umetnosti. Kritična je do ekonomskega in političnega izkrivljanja osebnih in kolektivnih svoboščin. Človeško telo dojema kot močno emancipacijsko orodje pri ustvarjanju izkušenj odpora. Njene uprizoritve črpajo iz telesa, ki ga avtorica razume kot politični stroj, pri čemer ostajajo hkrati zavezane tako raziskovanju osebnega oziroma intimnega kot tudi (bio)političnega.

### Šolanje
Od leta 1984 do 1994 je trenirala vrhunsko športno gimnastiko in prejela številne nagrade. Med drugim je leta 1991 prejela naslov (zadnje) jugoslovanske državne prvakinje v športni gimnastiki in nato v samostojni Republiki Sloveniji še tri zaporedne naslove državne prvakinje. Po končani Gimnaziji Poljane se je vpisala na Pravno fakulteto Univerze v Ljubljani, kjer je leta 2008 tudi diplomirala cum laude.

### Delo
S sodobnim plesom se je  pričela intenzivno ukvarjati na začetku drugega tisočletja. Leta 2004 je ustvarila svoj prvi samostojni projekt, ki je prejel posebno omembo mednarodne žirije na festivalu Gibanica 2005. Od takrat je svoje delo predstavila na več prizoriščih po Evropi, ZDA in Mehiki. Kot plesalka je sodelovala s koreografi in režiserji, kot so Tim Etchells/Forced Entertainment, Meg Stuart, Janez Janša. Ustvarila je številne odmevne plesne oziroma odrske produkcije; njen zadnji odmevnejši projekt je predstava Skupaj, ki jo je leta 2018 ustvarila z Markom Mandićem, Semiro Osmanagić in Bojanom Jablanovcem in zanjo poleg izvrstnih kritiških odzivov prejela tudi več uglednih nagrad, kot je Borštnikova nagrada po presoji žirije (2018) in nagrada Ksenije Hribar (2019). Za isti projekt sta z Mandićem prejela tudi nagrado slovenskega plesnega bienala Gibanica za najboljšo plesno predstavo (2019) in pa nagrado Društva gledaliških kritikov in teatrologov Slovenije za najboljšo gledališko predstavo sezone 2017/18 (2018). Starejše nagrade Leje Jurišić obsegajo še nagrado Ksenije Hribar za perspektivno koreografinjo (2013).
Leja Jurišić ustvarja tudi koreografije za gledališke predstave v Prešernovem gledališču Kranj, za SNG Nova Gorica, SNG Trst in SNG Drama. V filmih Jana Cvitkoviča, Tomaža Gorkića, Nejca Sajeta ter Jeffrya Younga se je preizkusila tudi kot filmska igralka in koreografirala za filme Jana Cvitkoviča, Tijane Zinajić in Martina Turka.

## Umetniška dela

### Predstave (izbor)
- 2019 De facto, Pekinpah, Cankarjev dom
- 2018 Skupaj, Pekinpah, Via Negativa, Kino Šiška
- 2017 Najlepši trenutki so najkrajši, otvoritev 32. Grafičnega bienala
- 2015 Ideal, Bunker, Pekinpah, Festival Spider, SMEEL
- 2014 I Fear Slovenia, Pekinpah, Kino Šiška
- 2014 Kralj Lear– Izjava o pravi ljubezni, Pekinpah, Cankarjev dom
- 2013 Druga svoboda, Bunker, Pekinpah, SMEEL, Ljubljana
- 2012 Balet upora, Pekinpah, Tanzquartier, Hellerau, Dansens hus, Kino Šiška, Tanzquartier Dunaj
- 2010 Zofa, Pekinpah, Tanzquartier Dunaj, Avstrija
- 2009 Med nama, Exodos, Pekinpah, Maska, Bunker, SMEEL
- 2004 R’z’R, Exodos, PTL

### Koreografija za gledališče (izbor)
- 2017 – Ronja, razbojniška hči, a. Astrid Lindgren, r. Juš A. Zidar, SNG, Nova Gorica
- 2016 – Kako ostati lepa in svobodna, a. Deja Crnović, Eva Krašovec, Milan Marković Matthis, Maja Sever, Mija Špiler, Tina Vrbnjak, KUD S.N.G., SNG Drama
- 2016 – Še vedno mame, a. Jera Ivanc, r. Uroš Fürst, SiTi Theatre BTC
- 2015 – Lepa Vida,  a. Ivan Cankar, r. Miha Nemec, Prešernovo gledališče Kranj, SNG Nova Gorica, SNG Trst
- 2014 – Hotel Modra opica, a. M. Nemec, N. Valenti, r. Miha Nemec, SNG Drama
- 2009 – Pot v jajce, a. Horvat, Kopač, Lampič, r. Sebastijan Horvat, SNG Drama
- Koreografija za film

- 2019 Ne pozabi dihati, r. Martin Turk

### Sodelovanja – ples (izbor)
- 2019 Runaway / r. Delgado Fuchs
- 2018 Izumitelj na zemlji / b. Anton Podbevšek, r. Bara Kolenc
- 2015 Zraka! / Janez Janša, Narat, Preda, Tomažin
- 2013 The Last Adventures / Forced Entertainment, Tarek Atoui
- 2010 Bliss / Mala Kline, Vania Rovisco, Leja Jurišić, Mike Winter, Max Cuccaro
- 2010 Utopija 2 / Sebastijan Horvat
- 2009 Utopija 1 / Sebastijan Horvat
- 2007 Fake it! / Janez Janša
- 2006 It’s not funny / Meg Stuart

### Dodelovanja v filmu - igra (izbor)
- 2019 Prekletstvo Valburge / Tomaž Gorkić
- 2017 Družinica / Jan Cvitkovič
- 2014 Vsak pravi poet – Portret Tomaža Šalamona / Jeffrey Young & Nejc Saje

### Sodelovanja v likovni umetnosti - performans (izbor)
- 2013 Galentarie Mécanique / Meta Grgurčevič & Urša Vidic
- 2012 - Življenje [v nastajanju] / Janez Janša

### Ostali projekti – igra / ples (izbor)
- 2019 Slavnostna akademija ob 100. letnici Univerze v Ljubljani / s. Primož Vitez, r. Mare Bulc
- 2019 Državna proslava ob 100. obletnici združitve prekmurskih Slovencev z matičnim narodom / r. Primož Ekart

### Skupinske razstave (izbor)
- 2013 U3 – 7. trienale sodobne slovenske umetnosti / projekt Zofa / kuratorica Nataša Petrešin-Bachelez
- 2013 Online Biennale, Art+ New York / projekt Zofa / kurator Jan Hoet

## Nagrade in priznanja
- 2019 Nagrada za najboljšo predstavo 9. Bienala slovenske plesne umetnosti Gibanica – performans Skupaj
- 2019 Posebna nagrada Ksenije Hribar za predstavo Skupaj in sodelovanja v različnih projektih v zadnjih dveh letih
- 2018 Borštnikova nagrada po presoji žirije - performans Skupaj
- 2018 Nagrada Društva gledaliških kritikov in teatrologov Slovenije za najboljšo uprizoritev pretekle sezone – performans Skupaj (2017/2018)
- 2013 Nagrada Ksenije Hribar za perspektivno koreografinjo, DSPS
- 2005 Posebna omemba žirije, Gibanica – za predstavo R’z’R